# Kenmore (Washington)
Kenmore (občas nazýváno také Kenmore by the Lake) je město v okrese King v americkém státě Washington, na severním pobřeží Washingtonova jezera. Jedná se o mix tzv. bedroom community, tedy obce, odkud většina obyvatel dojíždí za prací do sousedních velkoměst, populárního útočiště provozovatelů outdoorových aktivit a sladkovodního průmyslového přístavu. Ve městě se nachází největší americké hydroplánové komerční letiště Kenmore Air Harbor, Bastyr University, několik parků a přístavišť na pobřeží jezera a také přístup k turistické a cyklistické stezce Burke-Gilman Trail a okresnímu systému cyklostezek. Dále je zde Státní park svatého Eduarda, kde se nachází bývalý kněžský seminář. Město má svou oficiální květinu, jíž je dahlia, oficiálního ptáka volavku velkou a oficiální vždyzelenou rostlinu pěnišník. Roku 2010 ve městě žilo 20 460 obyvatel.

## Historie
Město bylo založeno roku 1901 a své jméno získalo nepřímo od skotské vesnice Kenmore, jelikož rodnou vesnicí zakladatele města bylo Kenmore v kanadské provincii Ontario. Zakladatel, jistý pan McMasters, přijel do oblasti Pugetova zálivu se svou ženou Annie okolo roku 1889 s úmyslem založit podnik na výrobu šindelů. Jejich pila stála na severním břehu Washingtonova jezera, kde si pronajali pozemek od Watsona Squira. Už v roce 1903 mělo Kenmore svůj vlastní školní systém i pobočku pošty, oficiálně bylo však město začleněno až v srpnu 1998.

### Raná historie
Přestože oblastí projížděly často nákladní vlaky Seattle, Lake Shore and Eastern Railway už od roku 1887, jediným způsobem, jak se na území dnešního města dostat v jeho raných letech bylo vodní cestou. Od roku 1906 existovala trajektová spojení se Seattlem, Bothellem a Woodinvillem, až později město získalo svou první osobní železniční zastávku. První kvalitní silniční spojení Kenmore získalo s Bothellem prostřednictvím Red Brick Road z roku 1913, po níž jezdily i autobusové linky. Výsledkem bylo, že se město stalo venkovskou destinací víkendových zahrádkářů, jelikož vlastníci místních pozemků začínali půdu prodávat obyvatelům Seattlu, kteří měli automobil. Ve 20. letech se zde pokoušely o uchycení dva nudistické tábory, ani jeden však neměl dlouhého trvání.
Daleko více ale město ovlivnila prohibice. V Seattlu byl Kenmore známý nejen pro své venkovské restaurace, ale také byl důležitý v ilegálním alkoholovém průmyslu, který se zde vyvinul, aby byly potřeby seattleského nočního života v době jazzu uspokojeny. Přestože bylo město díky nové silnici Bothell Way velice blízko k Seattlu, bylo dost daleko, aby mohli jeho alkoholový průmysl úředníci z městského finančního oddělení ignorovat.
Při prohibici se nejznámějším barem stal The Blind Pig (neboli slepé prase), jenž se nacházel na místě zvaném Shuter's Landing na pobřeží Washingtonova jezera. Právě díky své poloze u jezera mohl stále existovat - všechen alkohol se mohl v případě potřeby rychle vylít do jezerních vod. Samotný název baru byl v době prohibice rozšířeným slangovým termínem pro bar. Přes svou slávu však bar nebyl tím nejneslavněji proslulým ve městě. Konkurenční Inglewood Tavern díky každodenním bitkám a dalšímu násilí získala přezdívku kbelík krve.
Početné restaurace, bary, taneční haly a kluby nacházející se na třech blocích v centru Kenmore představovaly hlavní část městské identity až do 40. let.

### Voucherville, studená válka, přestavba
Krátce poté, co odstartovala Velká hospodářská krize, se město stalo domovem pro malou obec dělníků patřících pod program prezidenta Franklina D. Roosevelta Back to the Land. Jejich zaměstnavatelem byla federální Správa pracovního pokroku, která jim místo normální výplaty dávala vouchery. Odtud pochází název této dělnické obce na severozápadě Kenmore, které se říkalo Voucherville.
Poté, co skončila 2. sv. válka, stalo se město domovem raketových baterií MIM-14 Nike-Hercules, jenž byly částí defenzivního plánu pro éru studené války. Tyto jaderné, protiletecké rakety měly chránit město Seattle před sovětskými bombardéry, pokud by se mezi dvěma velmocemi rozpoutala válka. Odstraněny byly roku 1974.
Po válce bylo také přeměněno celé centrum města. Nedaleko od již zmíněného baru The Blind Pig byl postaven Kenmore Air Harbor, který je nyní největším hydroplánovým letištěm v zemi. Zdejší aerolinka, zvaná Kenmore Air, provozuje několik spojení mezi městy severozápadu USA, která mají přístup k vodě. Ve stejném čase se díky své blízkosti k Seattlu (Kenmore se nachází jen 3 km severně od nynějších hranic města) stalo město terčem poválečného osídlování. První pozemky v nové čtvrti Uplake byly prodány v roce 1954. Stavba rezidenčních budov pokračovala ve městě po několik dalších desetiletí, především podle poválečného předměstského modelu. S rezidenčním rozmachem brzy držely krok i průmyslové a komerční stavby. Po několika dekádách celé historické centrum města, včetně jeho restaurací a barů, zmizelo a bylo nahrazeno obchodními centry, průmyslem či rezidenční zástavbou. Jedna část městské zástavby si ale přinesla vlastní historii. Budova Jewel Box Building v centru Kenmore byla částí seattleské světové výstavy, po jejímž konci byla v říjnu 1962 přesunuta do města ze Seattle Centeru.
V roce 1996 město získalo svou první univerzitu, konkrétně se jedná o Bastyr University, která tehdy změnila svou adresu ze Seattlu na místo bývalého kněžského semináře svatého Eduarda.

### Začlenění a přestavba centra
Obyvatelé Kenmoru přemýšleli o začlenění svého města od jeho založení už několikrát, například roku 1954, ale plán selhal v referendu. Velkou podporu tento nápad získal až v 90. letech, a to díky zákonu o správě růstu státu Washington z roku 1990. V roce 1995 byla vytvořena komise, jejímž cílem bylo zjistit, jestli je začlenění dobrou volbou. Krátce poté se uskutečnilo úspěšné referendum, díky němuž bylo Kenmore v srpnu 1998 formálně začleněno, 97 let od svého založení.
Po začlenění se nová správa města rozhodla vymyslet systém městských zón a vytvořit plán na přestavbu centra města, včetně jeho tradičního jádra. Plán zahrnoval rozšířené využití půdy nyní vlastněné městem, území v plánu nazvaném Severozápadním kvadrantem. Pozváno bylo mnoho architektů a stavařů k vytvoření stavebních plánů pro toto nově dostupné území, a to v prosinci 2005. Městská rada se v dubnu 2006 rozhodla v jednáních upřednostnit místní společnost Kenmore Partners LLC. Ta dodala městu plány v létě téhož roku, jejich přehled byl také ještě v létě zveřejněn.
Městské ulice jsou nyní známé pod názvy vyplývajícími z okresního systému, ale dříve měly tradičnější názvy. Cat's Whiskers Road se nyní jmenuje 61st Avenue Northeast, Squire Boulevard, nebo také Red Brick Road, nese název Bothell Way/SR 522 a Remington Drive byla přejmenována na Northeast 181st Street. Tradiční názvy byly roku 2007 navráceny ulicím jako vedlejší označení.

## Geografie

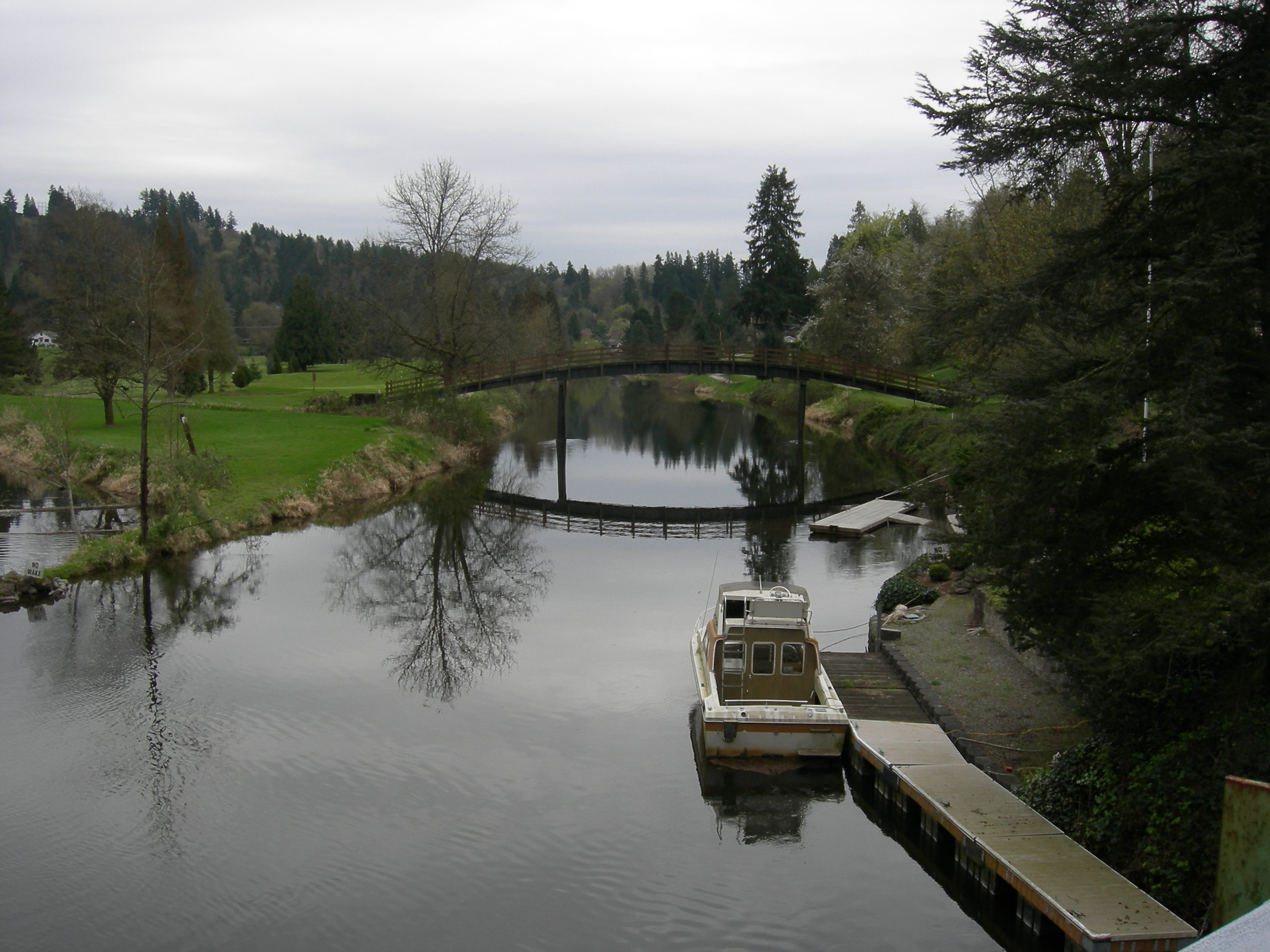
Řeka Sammamish nedaleko městských hranic s Bothellem.

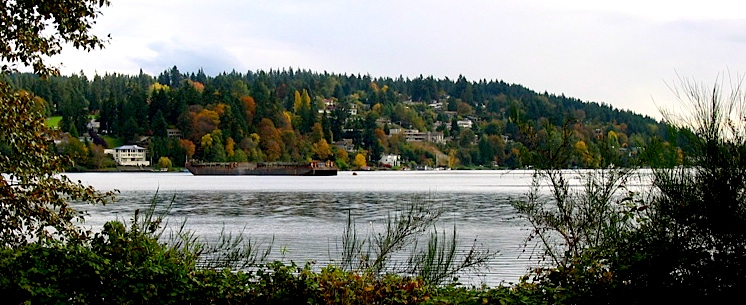
Pohled na čtvrť Arrowhead z druhé strany Washingtonova jezera.

Město má rozlohu 16,2 km², z čehož téměř 2 % tvoří vodní plocha. Jeho hranice zahrnují celé severní pobřeží Washingtonova jezera a také část jeho severovýchodního břehu. Místní terén je typický pro nižinnou oblast Pugetova zálivu, jenž se skládá především z ledovcem vytvořených vlnitých jílových kopečků, které jsou občas přerušeny rovinami, jenž se nejčastěji vyskytují nedaleko vodních ploch. Největší řekou města je Sammamish spojující Sammamišské jezero s Washingtonovým a rozděluje město na severní a jižní polovinu. Na severovýchodě města se navíc nachází několik málo bažin a močálů nedaleko toku potoka Swamp Creek.

### Podnebí
Kenmorské podnebí se moc neliší od toho, jenž panuje v nedalekém Seattlu. Jeho příčinami jsou zeměpisná šířka, blízkost k Tichému oceánu prostřednictvím Pugetova zálivu a polohou v konvergenční zóně Pugetova zálivu. Je tedy obecně považováno za oceánické podnebí s vlhkými a chladnými zimami a mírnými suchými léty, přestože se vlastně nachází severněji než Toronto nebo Montreal.

### Městské čtvrti
- Arrowhead je čtvrtí na jihu města, první dům v ní vyrostl už roku 1888. Jednalo se o malou chatu, nejstarší stále stojící stavba pochází z roku 1929.
- Inglewood se nachází v jižní částí města a byl naplánován roku 1953. Od roku 1962 se jedná o typicky předměstskou čtvrť.
- Lower Moorlands na východě města se své první stavby dočkaly roku 1904. Významný růst tato čtvrť zaznamenala po 1. světové válce, kdy zde byla postavena i místní památka, dům Charlese a Elvery Thomsenových z roku 1927.
- Upper Moorlands se nachází rovněž na východě města, zastaveny byly až roku 1938. I nadále se ale jednalo o venkovskou část města, za což mohl nepříliš kvalitní vodní systém. První předměstské osídlení se dostavilo uprostřed 50. let.
- Central Kenmore, nebo také Downtown, je centrem města. Obklopuje Bothell Way a dříve bylo původním jádrem města. Nyní se jedná o jeho obchodní a průmyslové centrum.
- Northlake Terrace je stará rezidenční čtvrť severně od centra města, nyní je mixem rezidenční a komerční zástavby. Velká část východní části čtvrti byla přestavěna v rámci přestavby centra.
- Linwood Heights na severozápadě města byly založeny jako část již zmíněného dělnického programu Back to the Land v době Velké hospodářské krize. Od doby Voucherville byla čtvrť několikrát přestavěna a nyní je rezidenčním předměstím. Část území čtvrti byla v roce 1995 anektována právě se začleňujícím městem Lake Forest Park.
- Kenlake Vista na severu města je poválečnou předměstskou rezidenční čtvrtí.
- Uplake Terrace je čtvrť na severozápadě města, ve které do 2. světové války nikdo nežil. Zastavěna a přeměněna na předměstí byla roku 1953.
- Dalšími čtvrtěmi ve městě jsou Kenmore Terrace a Northshore Summit.

## Demografie
Kenmore mělo v roce 2010 20 460 obyvatel, z nichž 80 % tvořili běloši, 11 % Asiaté a 2 % Afroameričané. 7 % obyvatelstva bylo hispánského původu.

## Ekonomie

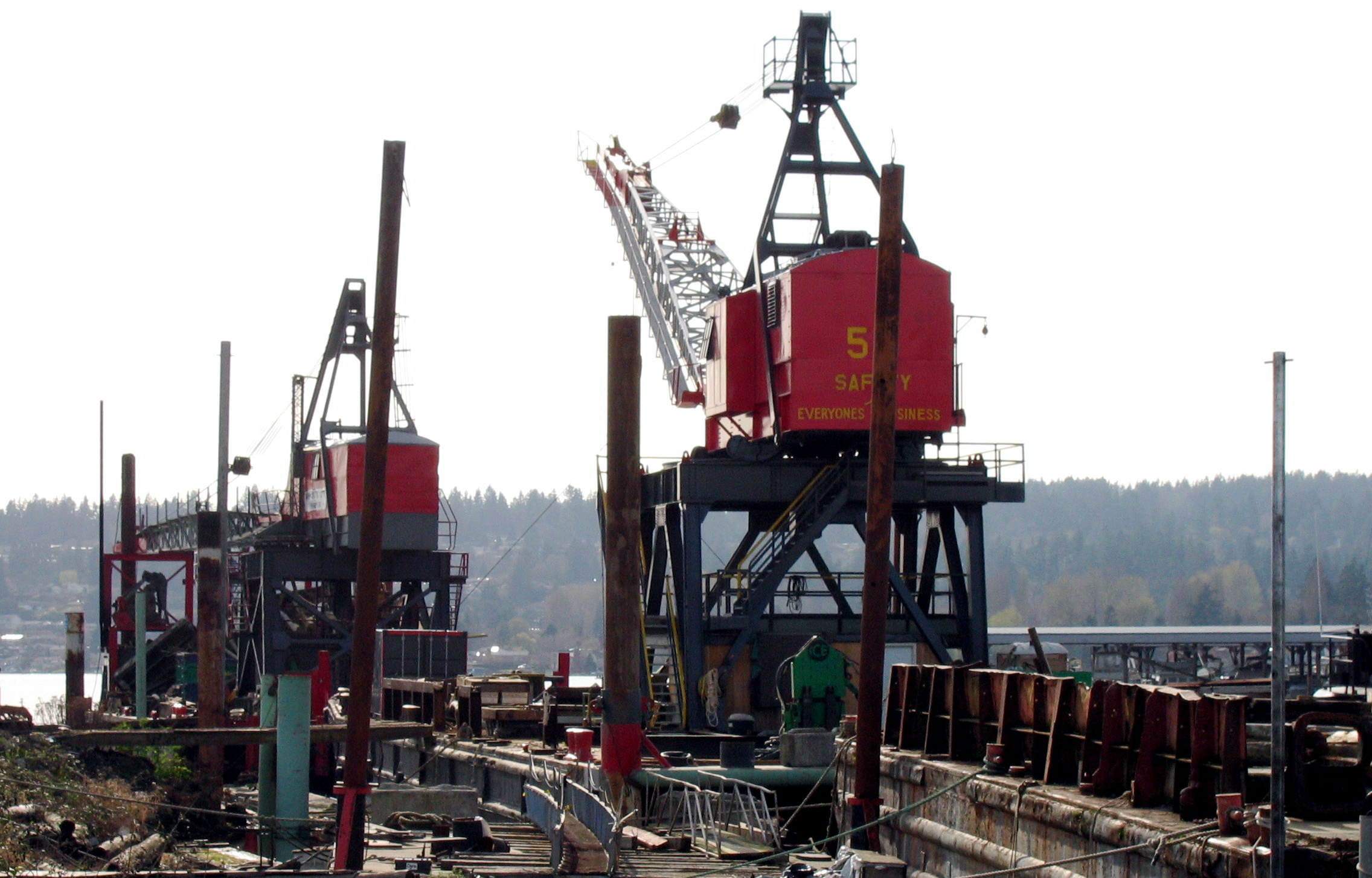
Jeřáby v průmyslovém přístavu na Washingtonově jezeře.

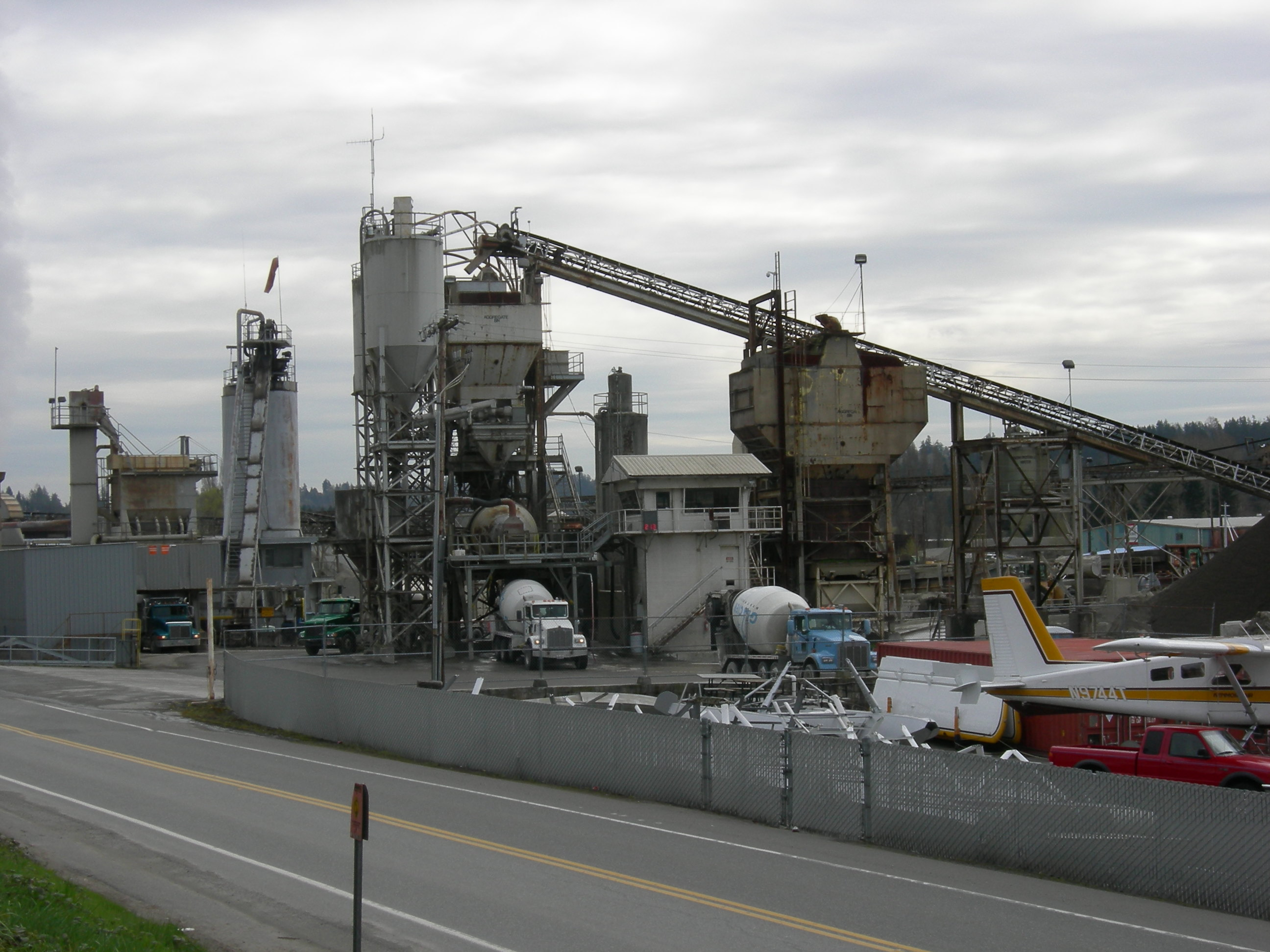
Cementárna společnosti Glacier Northwest nedaleko Washingtonova jezera.

Přestože je nyní město převážně obcí typu „bedroom community“, z níž obyvatelé dojíždějí za prací do nedalekých větších měst Seattle, Bothell a Redmond, zachovalo si Kenmore poměrně nezávislé ekonomické jádro soustředěné v oblasti trvanlivého zboží (např. stavební materiály, beton nebo asfalt) a speciálních obchodních kontraktorů (především ve stavbě).
Na ústí řeky Sammamish se pak nachází jeden z největších průmyslových přístavů, kterými disponuje Washingtonovo jezero. Nedaleko přístavu se nachází další větší podniky, jako cementárna společnosti Rinker, cementárna a výrobna asfaltu Kenmore Ready-Mix, stavební materiály a ornice Pacific Topsoils, zpracování a instalace kamene Michael Homchick Stoneworks nebo dřevařská společnost Plywood Supply. Dále je město také aukčním centrem, jelikož v něm sídlí jedna z deseti největších dražebních společností v zemi, James G. Murphy Company.
Mimo oblast trvanlivého zboží se pohybují například aerolinky Kenmore Air provozující hydroplány, sídlo a hlavní továrna potravinářské společnosti Alaska General Seafood nebo Bastyr University se školou přírodní léčby.

## Vzdělávání

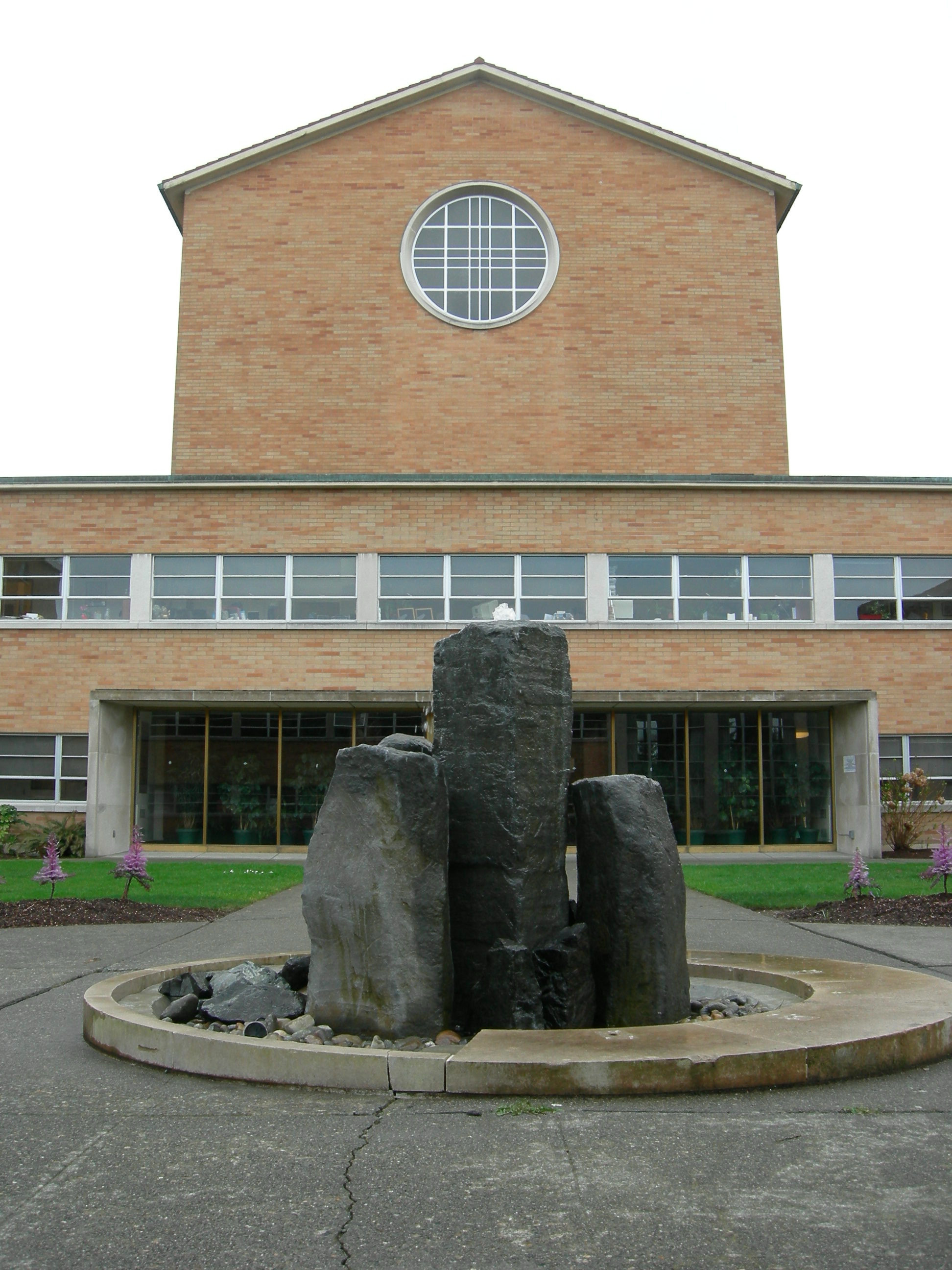
Budova hlavního kampusu Bastyr University.

Město patří do školního okrsku Northshore a jeho střední školou je Inglemoor High School. Zdejší nezisková skupina Vzdělávací centrum svatého Eduarda o životním prostředí pořádá veřejné přednášky o životním prostředí ve spolupráci se správou státních parků státu Washington a Státním parkem svatého Eduarda.
V Kenmore se dále nachází Bastyr University, jedna z vedoucích soukromých škol přírodní medicíny založená roku 1978 a patřící pod Severozápadní komisi vysokých škol a univerzit. Město se také nachází přímo mezi hlavním kampusem University of Washington v Seattlu a jejím vedlejším kampusem na škole Cascadia Community College v Bothellu. Se všemi těmito školami je město spojeno jak systémem cyklostezek, tak autobusovými linkami. Dále jsou k dispozici autobusová spojení k Shoreline Community College, jejíž Centrum obchodu a celoživotního vzdělávání se nachází v malé vzdálenosti od Kenmoru, v sousedním Lake Forest Parku.

## Správa
Město spravuje městská rada a manažer. V radě je sedm radních, kteří jsou voleni na čtyřletá volební období. Volby do městské rady se konají každý druhý rok, voleni jsou vždy buď tři nebo čtyři radní. Všichni radní musí být nezávislí na politické straně a jsou voleni obyvatelstvem města. Městská rada schvaluje vyhlášky, apod. a volí starostu a jeho zástupce, oba na dvouletá volební období. Městská rada má schůze každé druhé a čtvrté pondělí v měsíci, druhá dvě pondělí pak koná veřejné přednášky o studiích.
Každodenní chod města zajišťuje městský manažer, kterého si najímá městská rada, která si také najímá městského úředníka. Hlavními komisemi v městě jsou Komise památek a dědictví, Plánovací komise a Knihovní dozorčí rada.
Městská policie funguje na základě smlouvy s kanceláří šerifa okresu King, důstojníci působící ve městě mají vlastní uniformy a auta s logem města. Na plný úvazek ve městě funguje devět hlídkových důstojníků, jeden dopravní důstojník, jeden důstojník sloužící k ochraně podniků a jeden náčelník. O požární služby se město dělí s nedalekým Lake Forest Parkem, čímž vznikl požární sbor Northshore.

## Kultura

### Média
V Kenmore jsou vydávána média především z oblasti Seattlu, městské a ještě bližší informace pak přináší týdeník Kenmore Reporter, jehož vydavatelem je společnost Reporter Newspapers z nedalekého Kentu. Všechny články Reporteru jsou vydávány jen v tištěné formě, jednou za měsíc je jeho částí také zpráva od městské rady, která má obvykle dvě až čtyři stránky. Týdeník je zdarma dodáván do všech domácností ve městě. Město dále vydává vlastní čtvrtroční osmistránkový zpravodaj o aktivitách městské rady, pokroku v plánovaných projektech, stavu městské pokladny a městských akcích.
Časopis Family Circle vybral v srpnu 2009 Kenmore jako jedno z deseti nejlepších měst pro rodiny. Zhruba o rok dříve jej časopis Seattle Magazine vyhlásil vůbec nejlepším předměstím Seattlu.

### Parky

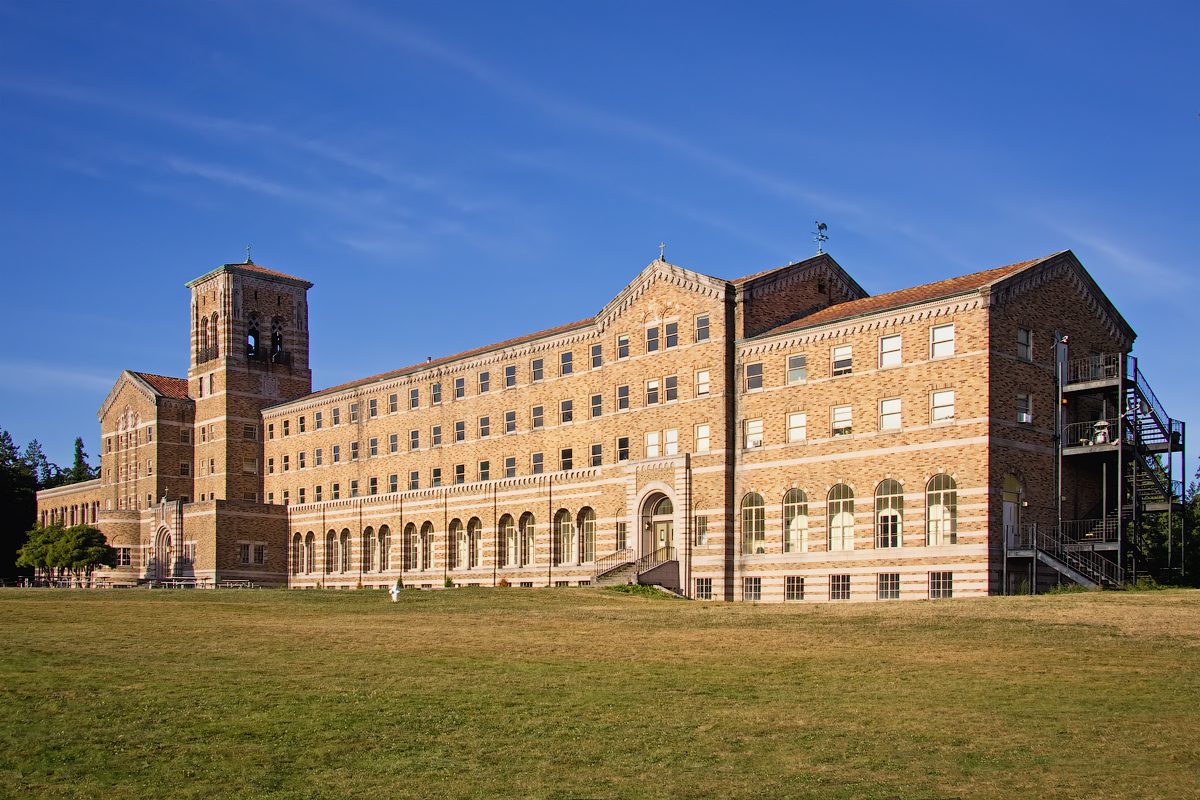
Budova historického kněžského semináře svatého Eduarda.

- Burke-Gilman Trail je okresem provozovaná turistická a cyklistická stezka, která společně se Sammamish River Trail zajišťuje spojení mezi Marymoor Parkem nedaleko centra města Redmond, centry měst Woodinville, Bothell, Kenmore, Lake Forest Park a Gas Work Parkem v Seattlu.
- Inglewood Wetlands jsou močály chráněné dvěma různými parky nedaleko ústí řeky Sammamish do Washingtonova jezera.
- Linwood Park je malý park o rozloze 12 000 m² na severozápadě města s hřišti a piknikovými stoly.
- Moorlands Park na jihovýchodě města má rozlohu 20 000 m² a obsahuje baseballová a basketbalová hřiště.
- Rhododendron Park, dříve známý jako Kenmore Park, má 53 000 m² a obsahuje exempláře mnoha druhů rododendronů, včetně několika vzácných.
- Státní park svatého Eduarda je provozovaný státem Washington a s 1,48 km² je druhým největším parkem města. Patří pod něj více než kilometr nezastavěného pobřeží Washingtonova jezera, historický kněžský seminář svatého Eduarda, dětské hřiště vyhlášené v roce 2009 druhým nejlepším ve státě televizní stanicí KING5 a krytý bazén využívaný mnoha plaveckými týmy a týmy synchronizovaného plavání.
- Swamp Creek Park se nachází na břehu řeky Sammamish a obsahuje nezastavěnou zemědělskou půdu.
- Tracy Owen Station at Log Boom Park má 65 000 m² na pobřeží Washingtonova jezera a nabízí veřejnosti přístupné molo.
- Wallace Swamp Creek Park se nachází na 69 000 m² při březích potoka Swamp Creek v severovýchodní části města a obsahuje několik turistických stezek.